# Casbia coniodes
Casbia coniodes är en fjärilsart som beskrevs av Turner 1947. Casbia coniodes ingår i släktet Casbia och familjen mätare. Inga underarter finns listade i Catalogue of Life.